# Biblioteca della Società Storica Subalpina
La Biblioteca della Società Storica Subalpina (abbreviata in BSSS) è una collana di volumi che raccoglie e ripropone studi monografici e fonti documentarie delle terre appartenute agli stati sabaudi.
L'iniziativa fu avviata nel 1899 dallo storico torinese Ferdinando Gabotto in seno alla Società Storica Subalpina, da lui stesso fondata tre anni prima. Dal 1956 è conosciuta come Biblioteca Storica Subalpina, abbreviata in BSS.
I volumi sono raggruppati in serie: Cartari (Corpus Chartarum Italiae), Memorie, Miscellanea, Regesti e Testi.
Le pubblicazioni dei decenni iniziali, corrispondenti al primo centinaio di volumi, sono in buona parte digitalizzate e rese liberamente disponibili mediante la piattaforma Biblioteca Europea di Informazione e Cultura, alla sezione Diritto europeo medievale e moderno.

## Storia

### I precedenti
L'idea di rendere disponibili e facilmente fruibili le fonti documentarie alla base degli studi storici non era nuova. Nel XVIII secolo il modenese Ludovico Antonio Muratori compose i celebri Rerum Italicarum Scriptores e Antiquitates Italicae Medii Aevi, ma tralasciò pressoché interamente il Piemonte. Nel 1833 re Carlo Alberto istituì la Regia Deputazione sopra gli studi di Storia Patria, la cui collana Historiae Patriae Monumenta puntava a colmare la lacuna del Muratori, tuttavia le pubblicazioni per lungo tempo non considerarono moltissimi documenti e cartari, specialmente appartenenti agli archivi municipali e privati.
Occorre ricordare che il contributo della Regia Deputazione alla pubblicazione delle fonti risentiva fortemente della considerazione che si ebbe di queste ultime sino al XIX secolo: i corpi documentari eran visti come meri contenitori di materiale, rilevanti solo per i fatti che testimoniavano, era dunque logico che da essi fossero selezionati gli elementi più importanti a discrezione dell'utilizzatore, sovente riordinati cronologicamente per facilitarne la consultazione. Si era ancora lontani dal vedere nei corpi documentari stessi un interesse storico, interesse apprezzabile solo nella loro integrità e forma originale.

### Fondazione ed epoca gabottiana

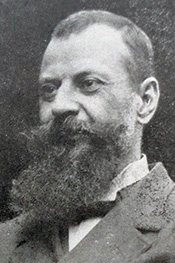
Ferdinando Gabotto, ideatore della collana

Durante il primo congresso della Società Storica Subalpina, tenutosi a Cuneo nel 1898, il problema riemerse e si auspicò di intraprendere la pubblicazione sistematica delle fonti documentarie regionali, un vero e proprio «cartario degli antichi stati di terraferma». Col tempo tale attività assurse a principale obiettivo della Società, una vera missione, parallelamente alla divulgazione di studi su di essa basati e pubblicati sul Bollettino storico-bibliografico subalpino. Ferdinando Gabotto, supportato da uno stuolo di appassionati consociati, nel 1899 concretizzò la proposta inaugurando la collana. Il Gabotto procacciò inoltre il supporto finanziario degli istituti di credito e delle amministrazioni locali, sia provinciali che comunali, nonché di alcune personalità in vista quali membri della famiglia reale e della nobiltà. La rilevanza della collana fu da subito evidente e riconosciuta anche oltralpe.
Da subito il Gabotto propugnò una politica estremamente pragmatica di scelta editoriale, fondata sul forte valore prepedeutico delle pubblicazioni allo svolgimento dei congressi: essendo le amministrazioni locali generalmente favorevoli a finanziare opere che le riguardassero, le scelte furono orientate a temi inerenti le future sedi dei congressi, innescando un circolo virtuoso che garantiva lustro alla sede ospitante parallelamente alla crescita e all'affermazione della Società stessa. Tale politica fu tra le motivazioni che nei primi anni fecero prediligere l'edizione di cartari regionali, vale a dire monografici su di un'unica zona, data la maggiore facilità di reperimento dei fondi rispetto ai cartari misti.
Il meccanismo basato sulla promozione delle pubblicazioni in concomitanza dei congressi annuali fu rapidamente consolidato, risolvendo al contempo la questione del reperimento di fondi. La progressione geografica dei primi dieci volumi dunque rispecchiò fedelmente la corrispondenza con le rispettive sedi congressuali (Pinerolo nel 1899, Ivrea nel 1900, Saluzzo nel 1901). Tuttavia già dal 1902 le forze della Società si rivelarono insufficienti a sostenere il ritmo vorticoso del lavoro richiesto: le edizioni venivano prorogate di anno in anno, perdendo la corrispondenza tra temi e sede congressuale, la lista delle opere in preparazione proposta sul Bollettino subiva frequentissimi cambiamenti di numerazione, titoli e curatori, al punto che nel 1909 il Gabotto reputò opportuno dichiarare pubblicamente che tale lista era da considerare alla stregua di una dichiarazione di intenti.
L'archivio personale del Gabotto fornisce numerosi dettagli sulla vita quotidiana della Società. Tra i vari punti di interesse si cita il rapporto coi tipografi, caratterizzato da frequenti screzi: da un lato il direttore della collana, estremamente esigente, perennemente insoddisfatto dei risultati e dei costi troppo elevati, accusava i tipografi di incapacità e scarsa professionalità; dall'altro i tipografi, oltre a mal sopportarne le pressanti richieste, talvolta rifiutavano di prendere in carico le edizioni della BSSS per gli scarsi guadagni e la lenta e faticosa composizione. Il Gabotto giunse a considerare la possibilità di non servirsi più delle tipografie e assumere direttamente gli operai necessari, ma Carlo Patrucco riuscì a dissuaderlo.
Tra il 1914 e il 1915 l'aggravarsi delle condizioni di salute del Gabotto (figura preponderante all'interno della Società, con essa pressoché identificata) e l'entrata in guerra dell'Italia sospesero i congressi itineranti e le pubblicazioni della collana subirono un forte rallentamento.
Nel 1918 la città indicata sul frontespizio cambiò da Pinerolo a Torino.

### Primo dopoguerra
Ferdinando Gabotto morì a novembre 1918, le attività della Società si bloccarono interamente fino all'aprile successivo, quando fu stilato un nuovo statuto e rinnovato il consiglio direttivo, che vedeva Armando Tallone alla direzione della collana. In tale contesto fu inaugurata la nuova serie della collana, che mantenne la numerazione ma aggiornò il frontespizio: la dicitura «diretta da Ferdinando Gabotto» fu adeguata in «fondata da Ferdinando Gabotto».
Durante la presidenza di Carlo Patrucco, nel 1924 ripresero i congressi itineranti, con Vercelli nella veste di prima sede ospitante. In tale occasione fu avviata la pubblicazione delle fonti documentarie comunali, con i libri iurium duecenteschi della stessa città eusebiana.
Dal 1935, a seguito della fusione della Società Storica Subalpina nella Regia Deputazione Subalpina di Storia Patria voluta dal presidente Cesare Maria De Vecchi, le pubblicazioni della collana non videro più il nome in cima al frontespizio, sostituito dalla dicitura «Regia Deputazione Subalpina di Storia Patria - Sèguito alla Biblioteca della Società Storica Subalpina». La numerazione dei volumi fu mantenuta.
Con la pubblicazione del volume 175 del 1943 (Cesare Maria De Vecchi, Le carte di Giovanni Lanza, XI - Appendice e indici), la catastrofe della seconda guerra mondiale portò alla sospensione della collana.

### Secondo dopoguerra
Nei primi anni del dopoguerra la Deputazione dovette affrontare vari problemi di ordine pratico, quali la ricostituzione della sede, della biblioteca e dei fondi librari, assieme alle questioni più prettamente relative al bilancio e la redazione del nuovo statuto (1949). Non ultimo dei problemi, la guerra aveva portato al «collasso di quella sinergia di istituzioni culturali, amministrazioni locali e persone, su cui si regge qualunque grande progetto di edizione». La ripresa della collana slittò dunque al 1952, con la pubblicazione del volume 176 di Giuseppe Barelli Statuti e documenti di Carrù - Statuti e "Liber franchisiarum et libertatum" di Dogliani.
In quegli anni la collana fu seriamente a rischio di chiusura: ereditata dalla Società Storica Subalpina, era vista come concorrente della serie Historiae Patriae Monumenta, opera ammiraglia della Deputazione fin dalla fondazione; la grave situazione economica della Deputazione, inoltre, portava a dedicare le poche risorse a limitati progetti selezionati. A conferma di ciò, la BSSS non fu inserita tra le pubblicazioni ufficiali della Deputazione nello statuto del 1949, diversamente dal Bollettino storico-bibliografico subalpino. Il disaccordo all'interno della Deputazione sul ruolo della BSSS, tuttavia, consentì di mantenerla e farla progressivamente percepire come pubblicazione propria della Deputazione, non più come un'ingombrante eredità della Società Storica Subalpina. Non a caso, nei volumi editi nei primi anni '50 la dicitura «Sèguito alla Biblioteca della Società Storica Subalpina» fu tolta dal frontespizio e relegata alla pagina di guardia che lo precede.

### Rilancio
La situazione cambiò nel 1954 con la nomina a presidente della Deputazione di Francesco Cognasso, precedentemente membro della Società Storica Subalpina. Durante il suo mandato si vide la ripresa a pieno regime delle attività scientifiche, la riaffermazione della centralità delle edizioni documentarie, il riavvio dei convegni itineranti di epoca gabottiana e la rivitalizzazione della BSSS, considerata da quel momento «un debito d'onore verso la Società Storica Subalpina». In tale contesto, nel 1956 la collana assunse l'attuale denominazione Biblioteca Storica Subalpina (abbreviata in BSS).
Il ritmo delle pubblicazioni era tuttavia assai lungi dai primi decenni, per ragioni principalmente finanziarie: la collana si reggeva fortemente sui contributi locali, ma le amministrazioni non erano più solerti come un tempo; i costi di pubblicazione erano inoltre più alti rispetto alle serie di studi, specialmente se comparati al limitatissimo volume di vendita.

## Fonti
La Società Storica Subalpina definì chiari criteri di inclusione delle fonti documentarie nella collana. Tuttavia nella prefazione del primo volume il Gabotto tenne a precisare che i curatori avrebbero avuto piena libertà di giudizio nella composizione delle opere.

### Limiti temporali
I criteri temporali di selezione delle fonti da includere nella collana furono stabiliti nel congresso di Saluzzo del 1901.
Analogamente alla Deputazione Subalpina di Storia Patria, l'anno 1300 (talvolta il 1313) fu scelto come limite temporale superiore, nonostante le accese discussioni che lamentavano la potenziale esclusione degli archivi dei comuni minori. Diverse furono le motivazioni: dopo tale data i documenti aumentano considerevolmente, perdendo sovente d'importanza; la morte di Enrico VII di Lussemburgo e il ridimensionamento delle due grandi potenze contendenti del Medioevo (lo Stato Pontificio e il Sacro Romano Impero) segnano un significativo spartiacque per la storia subalpina; in quegli anni il 1313 era sempre più considerato la fine del Medioevo, da parte degli studiosi.
Nella medesima sede fu stabilito di pubblicare integralmente le fonti fino al 1200, in quanto più antiche e meno numerose; i documenti fino al 1300/1313 sarebbero stati pubblicati in modo sistematico ma con maggiore elasticità; per le fonti successive sarebbero bastati i regesti.
A tali criteri temporali conseguì la predilezione delle fonti documentarie ecclesiastiche, più antiche delle fonti comunali.

### Limiti geografici

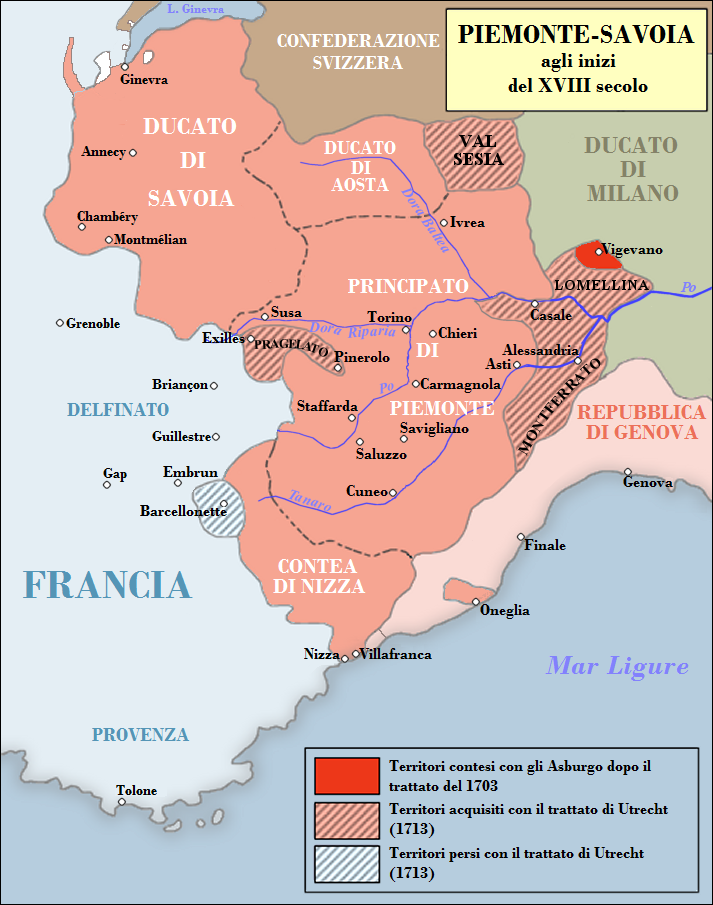
Un'approssimazione dei limiti geografici della BSSS

Nel secondo congresso tenuto a Pinerolo nel 1899 furono discussi i limiti geografici d'azione della Società. Il dubbio verteva principalmente sull'area piemontese orientale (Novara, Casale Monferrato, Tortona e Alessandria), percepita non prettamente piemontese come conseguenza delle proprie vicende storiche. Si decise dunque di basarsi sul termine subalpino, che consentiva di spaziare oltre il ristretto ma comunque vago concetto di Piemonte, includendo così le terre orientali fino alla Lomellina e all'Oltrepò Pavese e a sud la Liguria.
In occasione della fusione nella Regia Deputazione Subalpina di Storia Patria del 1935, l'ambito fu ridefinito come «Stati Sabaudi, con particolare riguardo alle provincie di Alessandria, Aosta, Asti, Cuneo, Novara, Torino e Vercelli».
Lo statuto del 1949 riconsiderò nuovamente l'ambito geografico, includendo principalmente il Piemonte e la Valle d'Aosta, con la possibilità di spaziare fino a tutte le terre che rientravano nella sfera d'azione degli stati sabaudi.

### Gestione del contenuto
Rifacendosi ai dettami di studiosi quali Benedetto Baudi di Vesme e Cornelio Desimoni, il Gabotto propugnò da subito l'attinenza totale a formato, ordine, duplicazioni, grafia e punteggiatura della collana rispetto al contenuto degli originali, essendo nascoste informazioni storiche anche nella forma stessa in cui questi ultimi si presentavano. Per ovviare ai conseguenti problemi di consultabilità, opportuni indici sarebbero stati affiancati alle fonti.
Dopo la morte del Gabotto, nel 1924 il direttore della collana Armando Tallone rilassò i criteri di gestione del contenuto, uniformandoli a quelli dell'Istituto Storico Italiano, caratterizzati da maggiore flessibilità di resa della grafia e della punteggiatura.
Dato lo scontento causato tra gli studiosi dalla decisione precedente, nel 1934 le norme editoriali furono riviste, ripristinando la scrupolosa attinenza agli originali. La sola eccezione, caldeggiata dallo stesso Tallone, riguardava la gestione dei duplicati, che potevano essere relegati in appendice.

## Volumi
Mancando in rete una lista esaustiva dei volumi della collana,  è qui di seguito proposta con i collegamenti esterni alle versioni digitalizzate, se disponibili.
| N.  | Titolo | Curatori                                                                    | Serie          | Anno |
| --- | --- | --------------------------------------------------------------------------- | -------------- | ---- |
| 1   | Studi pinerolesi                                                                                               | B. Baudi di Vesme, F. Gabotto, D. Carutti, E. Durando, C. Demo, C. Patrucco | Memorie I      | 1899 |
| 2   | Cartario di Pinerolo fino all'anno 1300                                                                        | F. Gabotto                                                                  | Cartari I      | 1899 |
| 2   | Il gruppo dei diplomi adelaidini in favore dell'abbazia di Pinerolo                                            | C. Cipolla                                                                  | Cartari I      | 1899 |
| 3/1 | Cartario dell'abazia di Cavour                                                                                 | B. Baudi di Vesme, E. Durando, F. Gabotto                                   | Cartari III/I  | 1900 |
| 3/2 | Carte inedite o sparse dei signori e luoghi del Pinerolese fino al 1300                                        | B. Baudi di Vesme, E. Durando, F. Gabotto                                   | Cartari III/II | 1912 |
| 3/3 | Index locorum et personarum                                                                                    | C. Demo                                                                     |                | 1912 |
| 4   | Eporediensia                                                                                                   | C. Nigra, G. De Jordanis, F. Gabotto, S. Cordero di Pamparato               | Memorie II     | 1900 |
| 5   | Le carte dell'archivio vescovile di Ivrea fino al 1313, I                                                      | F. Gabotto                                                                  | Cartari III    | 1900 |
| 5   | Indici | P. Massia, G. Borghezio                                                     |                | 1930 |
| 6   | Le carte dell'archivio vescovile di Ivrea fino al 1313, II                                                     | F. Gabotto                                                                  | Cartari IV     | 1900 |
| 6   | Le bolle pontificie dei registri vaticani relative ad Ivrea                                                    | F. Gabotto                                                                  | Cartari IV     | 1900 |
| 6   | Regesto del «libro del comune» d'Ivrea                                                                         | F. Gabotto                                                                  | Cartari IV     | 1900 |
| 6   | Indici | P. Massia, G. Borghezio                                                     |                | 1930 |
| 7   | Studi eporediesi                                                                                               | B. Baudi di Vesme, E. Durando, A. Tallone, C. Patrucco                      | Memorie III    | 1900 |
| 8   | Documenti dell'archivio comunale di Vercelli relativi ad Ivrea                                                 | G. Colombo                                                                  | Cartari V      | 1901 |
| 8   | Indici | P. Massia, G. Borghezio                                                     |                | 1930 |
| 9   | Le carte dell'archivio capitolare d'Ivrea fino al 1230, con una scelta delle più notevoli dal 1231 al 1313     | E. Durando                                                                  | Cartari VI     | 1902 |
| 9   | Le carte dell'abazia di Santo Stefano d'Ivrea fino al 1230, con una scelta delle più notevoli dal 1231 al 1313 | F. Savio, G. Barelli                                                        | Cartari VI     | 1902 |

| N.   | Titolo | Curatori                                                                                           | Serie        | Anno |
| ---- | --- | -------------------------------------------------------------------------------------------------- | ------------ | ---- |
| 10   | Studi saluzzesi | D. Carutti, G. Barelli, C. Patrucco, S. e F. Pivano, F. Savio, O. Roggiero, G. Colombo, A. Tallone | Memorie IV   | 1901 |
| 11   | Cartario dell'abazia di Staffarda, I                                                                                    | F. Gabotto, G. Roberti, D. Chiattone                                                               | Cartari VII  | 1901 |
| 12   | Cartario dell'abazia di Staffarda fino al 1313, II                                                                      | F. Gabotto, G. Roberti, D. Chiattone                                                               | Cartari VIII | 1901 |
| 12   | Documenti di Scarnafigi                                                                                                 | G. Colombo                                                                                         | Cartari VIII | 1901 |
| 12   | Index locorum et personarum                                                                                             | A. Leone                                                                                           | Cartari VIII | 1901 |
| 13   | Cartario dell'abazia di Rifreddo fino all'anno 1300                                                                     | S. Pivano                                                                                          | Cartari IX   | 1902 |
| 14   | Cartario dell'abazia di Casanova fino all'anno 1313                                                                     | A. Tallone                                                                                         | Cartari X    | 1903 |
| 15   | Miscellanea saluzzese                                                                                                   | F. Gabotto, C. F. Savio, E. Durando, C. Patrucco, D. Chiattone                                     | Memorie V    | 1902 |
| 16   | Regesto dei marchesi di Saluzzo (1091-1340)                                                                             | A. Tallone                                                                                         | Regesti I    | 1906 |
| 17   | Miscellanea valdostana                                                                                                  | C. Patrucco, F. Alessio, S. Pivano, G. Battaglino, A. Colombo, F. Gabotto, G. Carbonelli           | Memorie VI   | 1903 |
| 18   | Asti e la politica sabauda in Italia al tempo di Guglielmo Ventura secondo nuovi documenti                              | F. Gabotto                                                                                         | Memorie VII  | 1903 |
| 19/1 | Rivoluzione, repubblica e controrivoluzione di Asti nel 1797 - Diario sincrono di Stefano Incisa, con documenti inediti | N. Gabiani                                                                                         |              | 1903 |
| 19/2 | Dieci mesi di carteggio di Ferdinando Dal Pozzo (24 agosto 1831 - 2 giugno 1832)                                        | L. C. Bollea                                                                                       | Testi I      | 1916 |

| N. | Titolo                                                         | Curatori                           | Serie         | Anno |
| -- | -------------------------------------------------------------- | ---------------------------------- | ------------- | ---- |
| 20 | Il «Rigestum Comunis Albe», I                                  | E. Milano, F. Gabotto, F. Eusebio  | Cartari XI    | 1903 |
| 21 | Il «Rigestum Comunis Albe», II                                 | E. Milano, F. Gabotto, F. Eusebio  | Cartari XII   | 1903 |
| 22 | Appendice documentaria al «Rigestum Comunis Albe»              | F. Gabotto                         | Cartari XIII  | 1912 |
| 23 | Documenti intorno alle relazioni fra Alba e Genova (1141-1270) | A. Ferretto                        | Cartari XIV   | 1906 |
| 24 | Il «Liber Instrumentorum» del Comune di Mondovì                | G. Barelli                         | Cartari XV    | 1904 |
| 25 | Il Libro verde della chiesa d'Asti, I                          | G. Assandria                       | Cartari XVI   | 1904 |
| 26 | Il Libro verde della chiesa d'Asti, II                         | G. Assandria                       | Cartari XVII  | 1907 |
| 27 | Statuti di Garessio, Ormea, Montiglio e Camino                 | G. Barelli, E. Durando, E. Gabotto | Cartari XVIII | 1907 |
| 28 | Le più antiche carte dell'archivio capitolare di Asti          | F. Gabotto                         | Cartari XIX   | 1904 |
| 29 | Le carte dell'archivio capitolare di Tortona (sec. IX-1220)    | F. Gabotto, V. Legè                | Cartari XX    | 1905 |

| N.   | Titolo | Curatori                                     | Serie         | Anno |
| ---- | --- | -------------------------------------------- | ------------- | ---- |
| 30   | Le carte dell'archivio capitolare di Tortona (1221-1313) | F. Gabotto, A. Colombo, V. Legè, C. Patrucco | Cartari XXI   | 1907 |
| 31   | Il Chartarium Dertonense ed altri documenti del comune di Tortona (934-1346)                                                                                | E. Gabotto                                   | Cartari XXII  | 1909 |
| 32   | Studi sulla storia del Piemonte avanti il Mille | F. Alessio, F. Gabotto, C. Patrucco          | Memorie VIII  | 1908 |
| 33/1 | Le torri, le case-forti ed i palazzi nobili medievali in Asti                                                                                               | N. Gabiani                                   | Memorie IX/I  | 1906 |
| 33/1 | Gli atti della Società del Popolo di Asti dal 1312 al 1323                                                                                                  | N. Gabiani, F. Gabotto                       | Memorie IX/I  | 1906 |
| 33/1 | Gli statuti della Società dei Militi del 1339 | N. Gabiani, F. Gabotto                       | Memorie IX/I  | 1906 |
| 34   | Documenti biellesi | P. Sella, F. Guasco di Bisio, F. Gabotto     | Cartari XXIII | 1908 |
| 35   | Il "De sanitatis custodia" di maestro Giacomo Albini di Moncalieri, con altri documenti sulla storia della medicina negli stati sabaudi nei secoli XIV e XV | G. Carbonelli                                | Testi II      | 1906 |
| 36   | Le carte dell'archivio arcivescovile di Torino fino al 1310                                                                                                 | F. Gabotto, G. B. Barberis                   | Cartari XXIV  | 1906 |
| 37   | Le carte dell'archivio capitolare di Asti (830, 948, 1111-1237)                                                                                             | F. Gabotto, N. Gabiani                       | Cartari XXV   | 1907 |
| 38   | Libro verde del comune di Fossano ed altri documenti fossanesi (984-1314)                                                                                   | G. Salsotto                                  | Cartari XXVI  | 1909 |
| 39   | Documenti degli archivi tortonesi relativi alla storia di Voghera, aggiuntevi le carte dell'archivio della cattedrale di Voghera                            | V. Legè, F. Gabotto                          | Cartari XXVII | 1908 |

| N. | Titolo | Curatori                                       | Serie          | Anno |
| -- | --- | ---------------------------------------------- | -------------- | ---- |
| 40 | Le carte dell'archivio capitolare di Casale Monferrato fino al 1313, I | F. Gabotto, U. Fisso                           | Cartari XXVIII | 1907 |
| 41 | Le carte dell'archivio capitolare di Casale Monferrato fino al 1313, II | F. Gabotto, U. Fisso                           | Cartari XXIX   | 1908 |
| 42 | Cartari minori, I (Cartario dei monasteri di Grazzano, Vezzolano, Crea e Pontestura, Cartario del monastero di Rocca delle Donne, Carte varie di Casale e del Monferrato, Le carte dell'archivio comunale di Chivasso) | E. Durando, V. Druetti                         | Cartari XXX    | 1908 |
| 43 | Cartari minori, II (Le carte dell'archivio comunale di Gassino, Cartario di Santa Maria di Belmonte e di San Tommaso di Buzzano, Cartario della chiesa di Santa Maria di Testona, Cartario dell'abazia di Precipiano)  | E. Gabotto, G. Frola, V. Ansaldi, L. C. Bollea | Cartari XXXV   | 1911 |
| 44 | Cartario dell'abazia di San Solutore di Torino | F. Cognasso                                    | Cartari XXXII  | 1908 |
| 44 | Appendice di carte varie relative a chiese e monasteri di Torino | F. Cognasso                                    | Cartari XXXII  | 1908 |
| 45 | Le carte della prevostura di Oulx raccolte e riordinate cronologicamente fino al 1300 | G. Collino                                     | Cartari XXXIII | 1908 |
| 46 | Documenti degli archivi di Pavia relativi alla storia di Voghera (929-1300) | L. C. Bollea                                   | Cartari XXXIV  | 1909 |
| 47 | Documenti vogheresi dell'archivio di Stato di Milano | A. Cavagna Sangiuliani                         | Cartari XXXV   | 1910 |
| 48 | Documenti sulle relazioni fra Voghera e Genova (960-1325) | G. Gorrini                                     | Cartari XXXVI  | 1908 |
| 49 | Le carte dell'archivio comunale di Voghera fino al 1300 | A. Tallone                                     | Cartari XXXV   | 1918 |

| N.   | Titolo                                                                                            | Curatori     | Serie        | Anno |
| ---- | ------------------------------------------------------------------------------------------------- | ------------ | ------------ | ---- |
| 50   | Documenti intorno alle relazioni fra Genova e Alba (1270-1321)                                    | A. Ferretto  |              | 1910 |
| 51   | Documenti genovesi di Novi e Valle Scrivia, I (946-1230)                                          | A. Ferretto  | Cartari XXIX | 1909 |
| 52   | Documenti genovesi di Novi e Valle Scrivia, II (1231-1260)                                        | A. Ferretto  | Cartari XXX  | 1910 |
| 53/1 | Il Senato di Pinerolo - Contributo alla Storia della magistratura Subalpina                       | M. Viora     |              | 1927 |
| 53/2 | Le curie sabaude nel secolo XIII - Saggio di storia del diritto processuale con documenti inediti | M. Chiaudano |              | 1927 |
| 54   | Dizionario feudale degli antichi stati sardi e della Lombardia, I                                 | F. Guasco    |              | 1911 |
| 55   | Dizionario feudale degli antichi stati sardi e della Lombardia, II                                | F. Guasco    |              | 1911 |
| 56   | Dizionario feudale degli antichi stati sardi e della Lombardia, III                               | F. Guasco    |              | 1911 |
| 57   | Dizionario feudale degli antichi stati sardi e della Lombardia, IV                                | F. Guasco    |              | 1911 |
| 58   | Dizionario feudale degli antichi stati sardi e della Lombardia, V                                 | F. Guasco    |              | 1911 |
| 59   | Cartari dell'abazia di Rivalta Scrivia, I                                                         | A. F. Trucco | Cartari XLI  | 1910 |

| N.   | Titolo | Curatori                                             | Serie            | Anno      |
| ---- | --- | ---------------------------------------------------- | ---------------- | --------- |
| 60/1 | Cartari dell'abazia di Rivalta Scrivia, II | A. F. Trucco                                         | Cartari XLII     | 1911      |
| 61   | Storia dell'Italia occidentale nel Medio Evo (395-1313) - Libro I: I barbari nell'Italia occidentale, I | F. Gabotto                                           |                  | 1911      |
| 62   | Storia dell'Italia occidentale nel Medio Evo (395-1313) - Libro I: I barbari nell'Italia occidentale, II | F. Gabotto                                           |                  | 1911      |
| 63   | Il memoriale quadripartitum di Fra Gabriele Bucci da Carmagnola | F. Curlo                                             | Testi III        | 1911      |
| 64/1 | Statuti di Pontestura | E. Gabotto                                           | Cartari XLIV/I   | 1910      |
| 64/2 | Statuti di Rossiglione | A. Pesce                                             | Cartari XLIV/II  | 1914      |
| 64/3 | Statuti di Tavagnasco | G. Borghezio, C. Benedetto                           | Cartari XLIV/III | 1929      |
| 65   | Documenti inediti e sparsi sulla storia di Torino | F. Cognasso                                          | Cartari XLIII    | 1914      |
| 65   | Indici | P. Massia                                            |                  | 1931      |
| 66   | Gli ultimi giorni del Conte Rosso e i processi per la sua morte - Studio con documenti inediti | G. Carbonelli                                        | Memorie IX       | 1912      |
| 67   | Per la futura storia di Torino | T. Rossi                                             | Cartari XLV      | 1913      |
| 67   | Cartario del monastero di Santa Maria di Brione fino all'anno 1300 | G. Sella                                             | Cartari XLV      | 1913      |
| 67   | Il "Libro delle investiture" di Goffredo di Montanaro vescovo di Torino (1264-1294) | F. Guasco di Bisio                                   | Cartari XLV      | 1913      |
| 68   | Cartario della prevostura poi abbazia di Rivalta Piemonte fino al 1300 | G. B. Rossano                                        | Cartari XLVI     | 1912      |
| 68   | Indice | P. Massia                                            |                  | 1935      |
| 69   | Cartari minori, III (Cartario delle Valli di Stura e di Grana fino al 1317, Carte Piossasco dell'archivio di Bardassano, Carte superstiti del Monastero di San Pietro di Torino, Carte inedite e sparse del Monastero di Tiglieto (1127-1341)) | A. Tallone, F. Guasco di Bisio, F. Gabotto, A. Pesce | Cartari XLVII    | 1912-1923 |

| N.   | Titolo                                                                       | Curatori                                                     | Serie          | Anno      |
| ---- | ---------------------------------------------------------------------------- | ------------------------------------------------------------ | -------------- | --------- |
| 70   | Le carte dell'archivio capitolare di Vercelli, I                             | D. Arnoldi, G. C. Faccio, F. Gabotto, G. Rocchi              | Cartari XLVII  | 1912      |
| 71   | Le carte dell'archivio capitolare di Vercelli, II                            | D. Arnoldi, F. Gabotto                                       | Cartari XLVIII | 1914      |
| 72   | Documenti sulle relazioni commerciali fra Asti e Genova (1182-1310)          | G. Rosso                                                     | Cartari XLIX   | 1913      |
| 73/1 | Le carte dell'archivio capitolare di Savona                                  | V. Pongiglione                                               | Cartari L/I    | 1913      |
| 73/2 | Libro delle investiture del vescovo di Vercelli Giovanni Fieschi (1349-1350) | D. Arnoldi                                                   |                | 1934      |
| 74   | Il libro rosso del comune di Ivrea                                           | G. Assandria                                                 | Cartari LI     | 1914      |
| 75   | Il libro rosso del comune di Chieri                                          | F. Gabotto, F. Guasco di Bisio                               | Cartari LII    | 1918      |
| 76   | Appendice al libro rosso del comune di Chieri                                | F. Gabotto                                                   | Cartari LIII   | 1913-1924 |
| 76   | Statuti civili del comune di Chieri (1313)                                   | F. Cognasso                                                  | Cartari LIII   | 1913-1924 |
| 77/1 | Le più antiche carte dell'archivio di San Gaudenzio di Novara (sec. IX-XI)   | C. Salsotto                                                  |                | 1937      |
| 77/2 | Le carte del Museo Civico di Novara (881-1346)                               | G. B. Morandi                                                |                | 1913      |
| 77/3 | Le carte del capitolo di Gozzano (1002-1300)                                 | M. Bori                                                      | Cartari LIV    | 1913      |
| 78   | Le carte dell'archivio capitolare di Santa Maria di Novara, I (729-1034)     | F. Gabotto, A. Lizier, A. Leone, G. B. Morandi, O. Scarzello | Cartari LV     | 1913      |
| 79   | Le carte dell'archivio capitolare di Santa Maria di Novara, II (1034-1172)   | F. Gabotto, G. Basso, A. Leone, G. B. Morandi, O. Scarzello  | Cartari LVI    | 1913      |

| N.   | Titolo | Curatori                                                               | Serie       | Anno |
| ---- | --- | ---------------------------------------------------------------------- | ----------- | ---- |
| 80   | Le carte dell'archivio capitolare di Santa Maria di Novara, III (1172-1205)                                                                                                | A. Leone, G. B. Morandi, O. Scarzello                                  |             | 1924 |
| 81/1 | I necrologî del Capitolo d'Ivrea | G. Borghezio                                                           |             | 1925 |
| 81/2 | Cartario della Confraria del Santo Spirito d'Ivrea (1208-1276) | G. Borghezio, G. Pinoli                                                |             | 1929 |
| 82   | Storia di Torino, I (fino al 1280) | T. Rossi, F. Gabotto                                                   |             | 1914 |
| 83   | La rivoluzione piemontese del 1821, I | T. Rossi, C. Pio Demagistris                                           |             | 1927 |
| 84   | La rivoluzione piemontese del 1821, II | T. Rossi, C. Pio Demagistris                                           |             | 1927 |
| 85   | Cartario del monastero di Muleggio | P. Sella                                                               | Cartari LIX | 1917 |
| 85   | Le carte dell'archivio arcivescovile di Vercelli | D. Arnoldi                                                             | Cartari LIX | 1917 |
| 86   | Carte varie a supplemento e complemento dei volumi II, III, XI, XII, XIII, XIV, XV, XXII, XXXVI, XLIV, LXV, LXVII, LXVIII della Biblioteca della Società Storica Subalpina | F. Gabotto, F. Guasco di Bisio, G. Peyrani, G. B. Rossano, M. Vanzetti | Cartari LX  | 1916 |
| 87   | Tomaso I Marchese di Saluzzo (1244-1296) - Monografia storica con appendice di documenti inediti                                                                           | A. Tallone                                                             | Memorie X   | 1916 |
| 88   | Sulle relazioni tra la Repubblica di Genova e Filippo Maria Visconti dal 1435 al 1447, I (1435-1438)                                                                       | A. Pesce                                                               |             | 1921 |
| 89   | Le carte del monastero di Rocca delle Donne | F. Loddo                                                               |             | 1929 |

| N.   | Titolo | Curatori      | Serie            | Anno |
| ---- | --- | ------------- | ---------------- | ---- |
| 90   | Memorie politiche civili e militari della città di Alessandria dall'anno della sua fondazione MCLXVIII al MCCXIII | G. O. Bissati |                  | 1926 |
| 90   | Vecchi cronisti alessandrini                                                                                      | L. Madaro     |                  | 1926 |
| 91/1 | Le carte del Monastero di San Venerio del Tino, I (1050-1200)                                                     | G. Falco      | Cartari LXIII/I  | 1920 |
| 91/2 | Le carte del Monastero di San Venerio del Tino, II (1200-1300)                                                    | G. Falco      | Cartari LXIII/II | 1933 |
| 92   | Corpus Statutorum Canavisii, I                                                                                    | G. Frola      | Cartari LXIV     | 1918 |
| 93   | Corpus Statutorum Canavisii, II                                                                                   | G. Frola      | Cartari LXV      | 1918 |
| 94   | Corpus Statutorum Canavisii, III                                                                                  | G. Frola      | Cartari LXVI     | 1918 |

### Nuova serie
Nel 1921 ha inizio la nuova serie della collana, sotto la direzione di Armando Tallone e corrispondente al riavvio della Società Storica Subalpina dopo la morte di Ferdinando Gabotto.
| N.   | Titolo                                                                         | Curatori                        | Anno |
| ---- | ------------------------------------------------------------------------------ | ------------------------------- | ---- |
| 95   | Il Registrum Magnum del comune di Piacenza, I                                  | A. Corna, F. Ercole, A. Tallone | 1921 |
| 96/1 | Per la storia di Tortona nell'età del Comune, I                                | F. Gabotto                      | 1922 |
| 96/2 | Per la storia di Tortona nell'età del Comune, II documenti                     | F. Gabotto                      | 1925 |
| 96/3 | San Marziano primo vescovo di Tortona e martire                                | V. Legè                         | 1922 |
| 97   | Il libro dei «pacta et conventiones» del comune di Vercelli                    | G. C. Faccio                    | 1926 |
| 98   | Storia di Bricherasio                                                          | L. C. Bollea                    | 1928 |
| 99   | Cartario di Bricherasio (1159-1859) con appendice di statuti e bandi campestri | L. C. Bollea                    | 1928 |

| N.  | Titolo                                                                                        | Curatori                | Anno |
| --- | --------------------------------------------------------------------------------------------- | ----------------------- | ---- |
| 100 | I Marchesi del Monferrato in Italia e in Oriente durante i secoli XII e XIII, I               | L. Usseglio             | 1926 |
| 101 | I Marchesi del Monferrato in Italia e in Oriente durante i secoli XII e XIII, II              | L. Usseglio             | 1926 |
| 102 | Asti nei principali suoi ricordi storici, I                                                   | G. Gabiani              | 1927 |
| 103 | Le carte dell'archivio comunale di Biella fino al 1379, I                                     | L. Borello, A. Tallone  | 1927 |
| 104 | Le carte dell'archivio comunale di Biella fino al 1379, II                                    | L. Borello, A. Tallone  | 1928 |
| 105 | Le carte dell'archivio comunale di Biella fino al 1379, III                                   | L. Borello, A. Tallone  | 1930 |
| 106 | Le carte dell'archivio del Duomo di Torino (904-1300 con appendice di carte scelte 1301-1433) | G. Borghezio, C. Fasola | 1931 |
| 107 | Lo Stato sabaudo al tempo di Emanuele Filiberto, I                                            | C. Patrucco             | 1928 |
| 108 | Lo Stato sabaudo al tempo di Emanuele Filiberto, II                                           | C. Patrucco             | 1928 |
| 109 | Lo Stato sabaudo al tempo di Emanuele Filiberto, III                                          | C. Patrucco             | 1928 |

| N.  | Titolo                                                             | Curatori                                                 | Anno |
| --- | ------------------------------------------------------------------ | -------------------------------------------------------- | ---- |
| 110 | S. Dalmazzo di Pedona e la sua abazia con documenti inediti        | A. M. Riberi                                             | 1929 |
| 111 | Miscellanea Cuneese                                                | S. Pivano                                                | 1930 |
| 112 | I Diari delle Campagne di Fiandra                                  | Emanuele Filiberto Duca di Savoia, E. Brunelli, P. Egidi | 1928 |
| 113 | Cartario alessandrino fino al 1300, I                              | F. Gasparolo                                             | 1928 |
| 114 | Il Piemonte nell'antichità classica - Saggio di corografia storica | D. Gribaudi                                              | 1928 |
| 115 | Cartario alessandrino fino al 1300, II                             | F. Gasparolo                                             | 1930 |
| 116 | La dominazione angioina in Piemonte                                | G. B. Monti                                              | 1930 |
| 117 | Cartario alessandrino fino al 1300, III                            | F. Gasparolo                                             | 1930 |
| 118 | Saggi di politica economica carlo albertina                        | A. Fossati                                               | 1930 |
| 119 | La valle del Tanaro - Saggio antropogeografico                     | G. Rosso                                                 | 1930 |

| N.  | Titolo | Curatori                           | Anno |
| --- | --- | ---------------------------------- | ---- |
| 120 | Carlo Emanuele I - Miscellanea, I |                                    | 1930 |
| 121 | Carlo Emanuele I - Miscellanea, II |                                    | 1930 |
| 122 | Girolamo Vincenzo Spanzotti - Contributo alla storia del Giansenismo piemontese | M. Gori                            | 1931 |
| 123 | Miscellanea valsesiana |                                    | 1931 |
| 124 | Carte valsesiane fino al secolo XV conservate negli archivi pubblici | C. G. Mor                          | 1933 |
| 125 | Statuti di Savigliano | I. M. Sacco                        | 1933 |
| 126 | I privilegi di Stamento Militare nelle famiglie Sarde (da documenti inediti del Viceré Marchese San Martino di Rivarolo) | V. Prunas-Tola                     | 1933 |
| 126 | Notizie di storia e cronaca isolana sul patriziato di Sardegna | E. Amat di San Filippo             | 1933 |
| 127 | Cartario dell'abazia di Breme | L. C. Bollea                       | 1933 |
| 128 | Cartario di Vigevano e del suo comitato | A. Colombo                         | 1933 |
| 129 | Carte e statuti dell'Agro Ticinese (Carte del monastero di San Maiolo nell'Almo Collegio Borromeo di Pavia (932-1266), Statuta, decreta et ordinamenta Societatis et Collegii notariorum Papie reformata (1255-1274), Statuta loci Vartii del 1320, Gli antichi statuti di Vigevano (Liber statutorum veterum terre Viglevani)) | R. Maiocchi, R. Soriga, A. Colombo | 1933 |

| N.    | Titolo | Curatori                 | Anno |
| ----- | --- | ------------------------ | ---- |
| 130   | Miscellanea pavese |                          | 1932 |
| 131   | La Finanza Sabauda nel sec. XIII, I - I rendiconti del Dominio dal 1257 al 1285                                                         | M. Chiaudano             | 1933 |
| 132   | La Finanza Sabauda nel sec. XIII, II - I "Rotuli" e i "Computi" della Corte di Filippo I conte di Savoia e di Borgogna dal 1269 al 1285 | M. Chiaudano             | 1934 |
| 133   | La Finanza Sabauda nel sec. XIII, III - Le "Extente" e altri documenti del Dominio (1205-1306)                                          | M. Chiaudano             | 1938 |
| 134   | |                          |      |
| 135   | |                          |      |
| 136   | Le carte dell'archivio comunale di Biella fino al 1379, IV                                                                              | L. Borello               | 1933 |
| 137/1 | Statuti di Revigliasco Torinese | E. Bianco di San Secondo | 1933 |
| 137/2 | Statuti di Canelli | A. Tallone               | 1935 |
| 138   | Gli statuti del Comune di Torino del 1360                                                                                               | D. Bizzarri              | 1933 |
| 138   | Gli statuti della Società di S. Giovanni Battista di Torino del 1389                                                                    | M. Chiaudano             | 1933 |
| 139   | Il Piemonte dalla capanna neolitica ai monumenti di Augusto, I                                                                          | P. Baroncelli            | 1933 |

| N.    | Titolo                                                                                    | Curatori               | Anno |
| ----- | ----------------------------------------------------------------------------------------- | ---------------------- | ---- |
| 140   | Studi su Vittorio Amedeo II                                                               |                        | 1933 |
| 141   | Le Carte dell'archivio capitolare di Asti (1238-1272)                                     | L. Vergano             | 1942 |
| 142   | Documenti sulle relazioni tra la Casa di Savoia e la Santa Sede nel Medio Evo (1066-1268) | P. Fontana             | 1939 |
| 143   | La polemica sul medioevo                                                                  | G. Falco               | 1933 |
| 144   | La Rivoluzione Italiana - Da Vittorio Alfieri A Benito Mussolini                          | C. A. Avenati          | 1934 |
| 145   | I Biscioni, I/1                                                                           | G. C. Faccio, M. Ranno | 1934 |
| 146   | I Biscioni, I/2                                                                           | G. C. Faccio, M. Ranno | 1939 |
| 147/1 | Il «liber instromentorum» del comune di Ceva                                              | G. Barelli             | 1936 |
| 147/2 | Statuti e Carte di franchigia di Monbasilio                                               | G. Barelli             | 1936 |
| 148   | L'umanesimo subalpino nel secolo XV                                                       | G. Vinay               | 1935 |
| 149   | Bibliografia piemontese-ligure (serie seconda, nn. 5001-10248)                            | G. Borghezio           | 1935 |

| N.    | Titolo                                                                    | Curatori                      | Anno |
| ----- | ------------------------------------------------------------------------- | ----------------------------- | ---- |
| 150   | Bibliografia piemontese-ligure (serie seconda, nn. 10249-13111)           | G. Borghezio                  | 1940 |
| 151   | Le carte di Giovanni Lanza, I (1829-1857)                                 | C. M. De Vecchi di Val Cismon | 1935 |
| 152   | Le carte di Giovanni Lanza, II (1858-1863)                                | C. M. De Vecchi di Val Cismon | 1936 |
| 153   | Le carte di Giovanni Lanza, III (1865)                                    | C. M. De Vecchi di Val Cismon | 1936 |
| 154   | Le carte di Giovanni Lanza, IV (1866-1869)                                | C. M. De Vecchi di Val Cismon | 1937 |
| 155   | Le carte di Giovanni Lanza, V (1870 - gennaio-agosto)                     | C. M. De Vecchi di Val Cismon | 1937 |
| 156   | Le carte di Giovanni Lanza, VI (1870 - settembre-dicembre)                | C. M. De Vecchi di Val Cismon | 1938 |
| 157   | L'arte a Casale Monferrato dal XI al XVIII secolo                         | N. Gabrielli                  | 1935 |
| 158   | Il pensiero economico del Conte G. F. Galeni-Napione (1748-1830)          | A. Fossati                    | 1936 |
| 159/1 | Statuta et capitula Societatis sancti Georgii seu populi chariensis, I/I  | G. Borghezio, B. Valimperti   | 1936 |
| 159/2 | Statuta et capitula Societatis sancti Georgii seu populi chariensis, I/II | M. Chiaudano, B. Valimperti   | 1940 |

| N.  | Titolo | Curatori                                                             | Anno |
| --- | --- | -------------------------------------------------------------------- | ---- |
| 160 | L'equilibrio italiano nella politica europea alla vigilia della guerra per la successione polacca (da documenti inediti)                               | G. Quazza                                                            | 1944 |
| 161 | I più antichi catasti del comune di Chieri (1253) | M. C. Daviso di Charvensod                                           | 1939 |
| 162 | Gli ordinati del comune di Chieri (1328-1329) | P. Brezzi                                                            | 1937 |
| 163 | Fonti e studi di storia fossanese | L. Berra, G. Falco, A. M. Riberi, F. Sacco, I. M. Sacco, L. Vigliani | 1936 |
| 164 | Il principe sabaudo Emanuele Filiberto grande ammiraglio di Spagna e viceré di Sicilia - Con documenti inediti                                         | L. La Rocca                                                          | 1940 |
| 165 | Consignationes beneficiorum diocesis Novariensis factae anno MCCCXLVII, tempore reverendissimi domini Guglielmi episcopi, I                            | L. Cassani, G. Mellerio, M. Tosi                                     | 1937 |
| 166 | Consignationes beneficiorum diocesis Novariensis factae anno MCCCXLVII, tempore reverendissimi domini Guglielmi episcopi, II                           | L. Cassani, G. Mellerio, M. Tosi                                     | 1937 |
| 167 | Consignationes beneficiorum diocesis Novariensis factae anno MCCCXLVII, tempore reverendissimi domini Guglielmi episcopi, III - Index                  | G. Mellerio, M. Tosi                                                 | 1939 |
| 168 | L'eredità di Giangaleazzo Visconti | N. Valeri                                                            | 1938 |
| 169 | Documenti sulla politica fiscale e sui rapporti finanziari tra gli eserciti alleati durante l'occupazione franco-sabauda del Milanese dal 1733 al 1736 | C. Salsotto                                                          | 1942 |

| N.  | Titolo                                                                           | Curatori                      | Anno |
| --- | -------------------------------------------------------------------------------- | ----------------------------- | ---- |
| 170 | Le carte del monastero di San Venerio del Tino relative alla Corsica (1080-1500) | G. Pistarino                  | 1944 |
| 171 | Le carte di Giovanni Lanza, VII (1871)                                           | C. M. De Vecchi di Val Cismon | 1939 |
| 172 | Le carte di Giovanni Lanza, VIII (1872-1873 luglio)                              | C. M. De Vecchi di Val Cismon | 1939 |
| 173 | Le carte di Giovanni Lanza, IX (luglio 1873 - 1877)                              | C. M. De Vecchi di Val Cismon | 1940 |
| 174 | Le carte di Giovanni Lanza, X (1878-1882 marzo)                                  | C. M. De Vecchi di Val Cismon | 1941 |
| 175 | Le carte di Giovanni Lanza, XI (appendice e indici)                              | C. M. De Vecchi di Val Cismon | 1943 |
| 176 | Statuti e documenti di Carrù                                                     | G. Barelli                    | 1952 |
| 176 | Statuti e "Liber franchisiarum et libertatum" di Dogliani                        | G. Barelli                    | 1952 |
| 177 | Il cartulario di Giovanni di Giona di Portovenere (sec. XIII)                    | G. Falco, G. Pistarino        | 1955 |
| 178 | I Biscioni, I/3                                                                  | R. Ordano                     | 1956 |
| 179 | Cartario della Certosa di Casotto (1172-1326)                                    | G. Barelli                    | 1957 |

| N.    | Titolo                                                                | Curatori                                    | Anno |
| ----- | --------------------------------------------------------------------- | ------------------------------------------- | ---- |
| 180/1 | Le pergamene di San Giulio d'Orta dell'Archivio di Stato di Torino    | G. Fornaseri                                | 1958 |
| 180/2 | Le pergamene di San Giulio d'Orta della Biblioteca comunale di Novara | M. G. Virgili                               | 1962 |
| 181   | I Biscioni                                                            | R. Ordano                                   | 1970 |
| 182   | Gli Statuti di Bra                                                    | E. Mosca                                    | 1958 |
| 183/1 | Gli Statuti di Incisa                                                 | G. Albenga                                  | 1960 |
| 183/2 | Gli statuti di Pamparato                                              | G. Barelli                                  | 1965 |
| 184/1 | Gli Statuti del consortile di Cocconato                               | M. C. Daviso Di Charvensod, M. A. Benedetto | 1965 |
| 184/2 | Statuti di Lesegno                                                    | G. Barelli                                  | 1966 |
| 184/3 | Gli statuti di Rifreddo e Gambasca                                    | A. Tamagnone                                | 1969 |
| 185   | Gli Statuti d'Ivrea, I                                                | G. S. Pene Vidari                           | 1968 |
| 186   | Gli Statuti d'Ivrea, II                                               | G. S. Pene Vidari                           | 1969 |
| 187   | I protocolli di Tedisio vescovo di Torino                             | D. B. Fissore                               | 1969 |
| 188   | Gli Statuti di Ivrea, III                                             | G. S. Pene Vidari                           | 1974 |
| 189   | I Biscioni del comune di Vercelli, II/2                               | R. Ordano                                   | 1976 |

| N.    | Titolo                                                                                                  | Curatori                                             | Anno |
| ----- | --- | ---------------------------------------------------- | ---- |
| 190   | Le carte dell'Archivio Capitolare di Asti (secc. XII - XIII)                                            | A. M. Cotto, G. G. Fissore, P. Gosetti, E. Rossanino | 1986 |
| 191   | Per una storia economica del Piemonte medievale - Strade e mercati dell'area sud-occidentale            | R. Comba                                             | 1984 |
| 192   | Da Testona a Moncalieri - Vicende del popolamento sulla collina torinese nel Medioevo                   | C. La Rocca                                          | 1986 |
| 193   | L'abbazia di S. Genuario di Lucedio e le sue pergamene                                                  | P. Cancian                                           | 1975 |
| 194   | Indice onomastico e toponomastico delle carte dell'Archivio capitolare di S. Maria di Novara (729-1205) | M. Bosco                                             | 1981 |
| 195   | Cartario della Certosa di Losa e Monte Benedetto dal 1189 al 1252                                       | M. Bosco                                             | 1974 |
| 196   | La diocesi di Torino nel Medioevo                                                                       | G. Casiraghi                                         | 1979 |
| 197/1 | Gli Statuti di Genola                                                                                   | R. Comba                                             | 1970 |
| 197/2 | Gli Statuti di Villafalletto                                                                            | R. Comba                                             | 1970 |
| 198   | Santa Maria di Vezzolano - Una fondazione signorile nell'età della riforma ecclesiastica                | A. A. Settia                                         | 1975 |
| 199   | La popolazione del Piemonte sul finire del Medioevo - Ricerche di demografia storica                    | R. Comba                                             | 1977 |

| N.  | Titolo | Curatori        | Anno |
| --- | --- | --------------- | ---- |
| 200 | Città e territorio nell'alto medioevo - La società astigiana dal dominio dei Franchi all'affermazione comunale       | R. Bordone      | 1980 |
| 201 | Il mito angioino nella cultura italiana e provenzale fra Duecento e Trecento                                         | A. Barbero      | 1983 |
| 202 | La società cittadina del Regno d'Italia - Formazione e sviluppo delle caratteristiche urbane nei secoli XI e XII     | R. Bordone      | 1987 |
| 203 | La riforma legislativa di Carlo II di Savoia - Un tentativo di consolidazione agli albori dello Stato moderno - 1533 | G. P. Patriarca | 1988 |
| 204 | La cancelleria di un antipapa - Felice V - Amedeo VIII                                                               | E. Mongiano     | 1988 |
| 205 | Regesto dei marchesi di Monferrato di stirpe aleramica e paleologa per l'«Outremer» e l'Oriente (secoli XII-XV)      | W. Haberstumpf  | 1989 |
| 206 | I Signori di Morozzo nei secoli X-XIV: un percorso politico del Piemonte meridionale                                 | P. Guglielmotti | 1990 |
| 207 | L'aristocrazia del Vaud fino alla conquista sabauda (inizio XI - metà XIII secolo)                                   | G. Castelnuovo  | 1990 |
| 208 | Villaggi nuovi del Piemonte medievale: Villastellone e Pecetto                                                       | M. Montanari    | 1991 |
| 209 | Dai marchesi del Vasto ai primi marchesi di Saluzzo - Sviluppi signorili entro quadri pubblici (secoli XI-XII)       | L. Provero      | 1992 |

| N.    | Titolo | Curatori                                        | Anno |
| ----- | --- | ----------------------------------------------- | ---- |
| 210   | Vicende, dipendenze e documenti dell'Abbazia di S. Michele della Chiusa                                                                              | P. Cancian, G. Casiraghi                        | 1993 |
| 211   | I Biscioni del comune di Vercelli (t. II, vol. III)                                                                                                  | R. Ordano                                       | 1994 |
| 212   | Gli Aleramici | R. Merlone                                      | 1995 |
| 213/1 | Dal convento alla città - La vita torinese attraverso il registro dell'archivio del Convento di S. Domenico redatto dal padre G. A. Torre (1780), I  | V. Ferrua                                       | 1995 |
| 213/2 | Dal convento alla città - La vita torinese attraverso il registro dell'archivio del Convento di S. Domenico redatto dal padre G. A. Torre (1780), II | V. Ferrua                                       | 1995 |
| 214   | Le carte dell'Abbazia di San Bartolomeo di Azzano d'Asti                                                                                             | A. M. Cotto, G. G. Fissore, S. Nebbia           | 1999 |
| 215   | Iuxta Fines Alpium - Uomini e dei nel Piemonte Romano                                                                                                | S. Giorcelli Bersani, S. Roda                   | 1999 |
| 216   | I Biscioni - Nuovi documenti e regesti cronologici                                                                                                   | R. Ordano                                       | 2000 |
| 217   | Documenti sull'attività della cancelleria sabauda a metà del secolo XIV                                                                              | A. Barbaglia, A. Calzolari, R. Cosentino        | 2001 |
| 218   | Giuseppe Villa d'Andezeno e Paolo Benedicenti - I Domenicani nella «Lombardia superiore» dalle origini al 1891                                       | V. Ferrua                                       | 2002 |
| 219   | Cartulari notarili dell'Archivio Capitolare di Asti - I registri di Iacobus Sarrachus notaio del vicario vescovile (1309-1316)                       | A. M. Cotto Melluccio, G. G. Fissore, L. Franco | 2002 |

| N.    | Titolo | Curatori                            | Anno |
| ----- | --- | ----------------------------------- | ---- |
| 220   | Il codice della «Fidelitates Astenses» dell'Archivio di Stato di Torino (1387-1389)                                                                                 | D. Gnetti                           | 2007 |
| 221   | I protocolli notarili dell'Archivio Capitolare di Asti - Regesti | G. G. Fissore, B. Maina, G. Scarcia | 2009 |
| 222   | Il Monastero cistercense femminile di S. Michele d'Ivrea - Relazioni sociali, spazi di autonomia e limiti di azione nella documentazione inedita dei secoli XIII-XV | C. Sereno                           | 2009 |
| 223   | Cumiana medievale | A. Barbero                          | 2011 |
| 224   | La spada e la grazia - Vite di aristocratici nel Trecento subalpino                                                                                                 | B. Del Bo                           | 2011 |
| 225   | Ritorni a Santa Maria di Vezzolano | A. A. Settia                        | 2013 |
| 226   | Strutture e protagonisti del medioevo ecclesiastico piemontese | G. Casiraghi                        | 2016 |
| 227   | La documentazione dei principi di Savoia-Acaia - Prassi e fisionomia di una burocrazia notarile in costruzione                                                      | P. Buffo                            | 2017 |
| 228/1 | La loi du Prince - La raccolta normativa sabauda di Amedeo VIII, I - Gli Statuti sabaudi di Amedeo VIII del 1430 - Un'opera legislativa di rilievo                  | M. Caesar, F. Morenzoni             | 2019 |
| 228/2 | La loi du Prince - La raccolta normativa sabauda di Amedeo VIII, II - Compendium statutorum generalis reformacionis Sabaudie                                        | C. Amman-Doubliez                   | 2019 |